# Poręba
Poręba (udtale: [pɔˈrɛmba])   er en by i den østlige  del af  voivodskabet Schlesien i  det sydlige Polen. Byen   har 8.288(2021) indbyggere og et areal på  40,04 km², og er administrationsby i powiatet Zawiercie.

## Historie
Poręba hører til Lillepolen, og indtil 1795, var det en del af Kraków voivodeskab i Kongeriget Polens krone. Første omtale af Poręba-bosættelsen kommer fra 1375, og dengang blev den kaldt Sorte Poręba (efter nærliggende sø). Indtil 1500-tallet var området tyndt befolket, og dækket af tætte skove. Udviklingen af industrien resulterede i tilstrømning af nybyggere, og i det 16. århundrede blev Poręba et centrum for tidlige stål- og jernværker. Landsbyen tilhørte på det tidspunkt Pilecki-familien. I 1795, efter Polens tredje deling, blev det annekteret af Preussen. Den første højovn blev bygget i 1798. I 1806 blev landsbyen genvundet af polakkerne og inkluderet i det kortvarige polske Hertugdømmet Warszawa, og  efter Wienerkongressen i 1815, blev den en del af russisk-kontrollerede Kongrespolen, og Poręba udviklede sig yderligere og blev et lokalt industricenter.
I 1918 vendte Poręba tilbage til det genskabte Polen i den Anden polske republik.
I 2008 blev der opdaget fossiler af padder fra  Trias  i området.